# Oumbertos Argyros

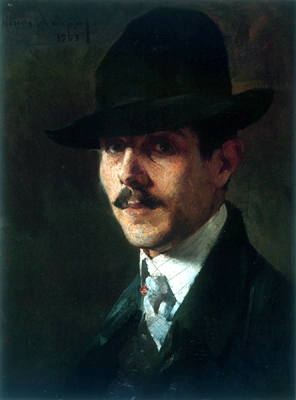
Porträt Der Maler Oumbertos Argyros (Ο ζωγράφος Ουμβέρτος Αργυρός) von Nikolaos Lytras

Oumbertos Argyros (griechisch Ουμβέρτος Αργυρός; * 1877, 1882 oder 1884 in Kavala; † 12. Mai 1963 in Athen; auch Umvertos Argyros oder Oumvertos Argyros) war ein bedeutender griechischer Maler des Impressionismus.

## Leben
Argyros wurde in Kavala geboren, seine Eltern stammten aus dem Ort Nigrita bei Serres. Er studierte Malerei an der Kunsthochschule von Athen. Dort war er Schüler von Nikiforos Lytras und Georgios Roilos. Seinen Abschluss machte er im Jahre 1904 mit der Bestnote. Es folgte aufgrund eines Stipendiums der Stiftung Georg Averoff ein Studienaufenthalt von 1906 bis 1911 an der Münchener Akademie der Bildenden Künste unter Otto Seitz, Ludwig von Löfftz und Carl von Marr. In München blieb er bis 1929, in dieser Zeit unternahm er jedoch auch große Bildungsreisen in europäische Länder, nach Jerusalem und Ägypten.
Im Jahr 1929 wurde er ordentlicher Professor der Hochschule der Bildenden Künste Athen. Er war zudem einmal Vizedirektor und drei Mal Direktor der Kunsthochschule. In seinem Atelier lernten einige der später großen Künstler Griechenlands, wie beispielsweise die Maler Fotis Zachariou, Georgios Manousakis, Yannis Moralis, Giannis Spyropoulos, der Grafiker Telemachos Kanthos, der Bildhauer Christos Kapralos u. a.
Mit seinen Bildern nahm Argyros an Ausstellungen in der ganzen Welt teil. Seine Werke finden sich heute in vielen öffentlichen Ausstellungseinrichtungen, darunter in der Kunstsammlung des griechischen Parlaments, in der Nationalgalerie in Athen, in Serres und in der Städtischen Galerie in Rhodos. Argyros hielt sich einige Zeit auch in Heidelberg auf. Während seines Aufenthaltes in Heidelberg entstand das impressionistische Bild Ansicht von Heidelberg.
Während des Zweiten Weltkrieges erhielt er von der damaligen griechischen Regierung Metaxas den Auftrag, als offizieller Kriegsmaler, zusammen mit dem Bildhauer Fokion Rok, an die griechisch-italienische Front zu gehen. Von seinen Eindrücken an der Front entstanden 32 Gemälde. Diese sind heute im Militärmuseum von Athen zu sehen.
1952 wurde er mit der Nationalen Kunstmedaille ausgezeichnet. 1959 wurde er als ständiges Mitglied in die Akademie von Athen berufen. Er starb vier Jahre später 1963 in Athen.
Argyros war als Schüler von Nikiforos Lytras zunächst ein Maler der sogenannten Münchener Schule, doch malte er später farbharmonisch im Stil des Impressionismus.